# Evangelisch-reformierte Kirche Wasenberg

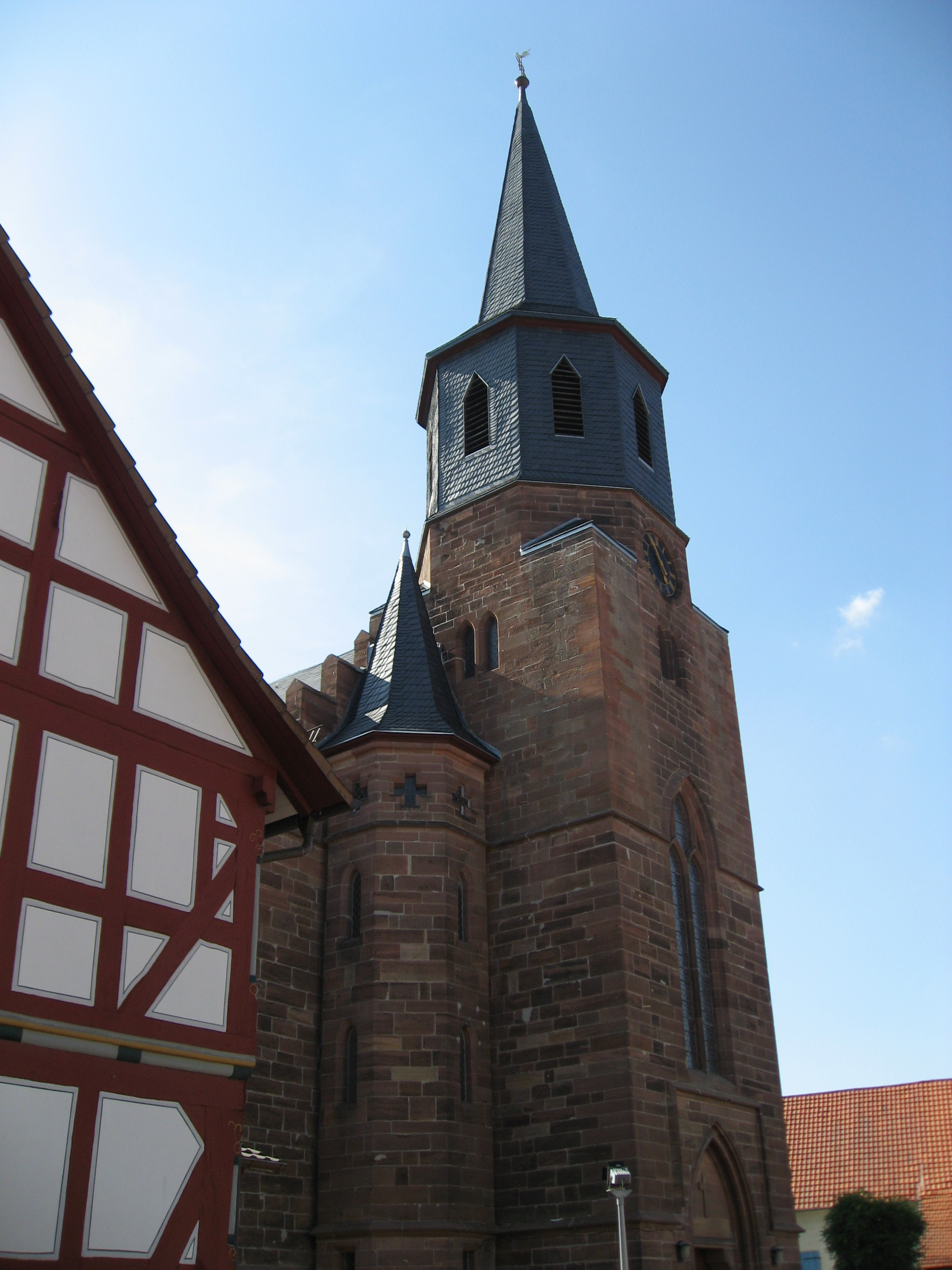
Kirche Wasenberg

Die Evangelisch-reformierte Kirche Wasenberg, aufgrund der Größe auch Schwälmer Dom genannt, ist ein Kirchengebäude in Wasenberg, einem Ortsteil der Gemeinde Willingshausen im hessischen Schwalm-Eder-Kreis. Sie gehört zum Kirchenkreis Schwalm-Eder im Sprengel Marburg der Evangelischen Kirche von Kurhessen-Waldeck.

## Geschichte
Die Kirche mit ihrem 47 Meter hohem Turm wurde 1855 bis 1857 begonnen und von 1860 bis 1862 durch den Kasseler Architekten Georg Gottlob Ungewitter nach verändertem Plan als dreischiffige, kreuzrippengewölbte Hallenkirche im neugotischen Stil fortgeführt. Sie ersetzte einen mittelalterlichen Vorgängerbau, welcher 1559 erweitert und 1801 bedeutend ausgebessert wurde, aber der Gemeindegröße nicht mehr entsprach.

## Orgel
Die Orgel wurde 1857 durch Orgelbauer August Röth aus Ziegenhain in fünfteiligem neugotischem Prospekt mit Oberwerk erbaut. Um 1960 wurde das Werk erneuert. Die Orgel besitzt seither folgende Disposition:
| I. Manual |                |     |
| 1.        | Bourdon        | 16' |
| 2.        | Principal      | 8'  |
| 3.        | Gedackt        | 8'  |
| 4.        | Viola da Gamba | 8'  |
| 5.        | Octave         | 4'  |
| 6.        | Hohlflöte      | 4'  |
| 7.        | Salicional     | 4'  |
| 8.        | Superoctave    | 2'  |
| 9.        | Mixtur II      | 2'  |

| II. Manual |                 |       |
| 10.        | Stillgedackt    | 8'    |
| 11.        | Salicional      | 8'    |
| 12.        | Principal       | 4'    |
| 13.        | Gedackte Flöthe | 4'    |
| 14.        | Nasat           | 2 ⁄3' |
| 15.        | Spitzflöte      | 2'    |
| 16.        | Cymbel III      | 1 ⁄3' |

| Pedal |              |     |
| 17.   | Subbaß       | 16' |
| 18.   | Violonbaß    | 16' |
| 19.   | Octavbaß     | 8'  |
| 20.   | Principalbaß | 4'  |
| 21.   | Posaune      | 16' |

- Koppeln: II/I, I/P